# Flodder 3
Flodder 3 (alternatieve titel: Flodder Forever) is een Nederlandse film uit 1995 van Dick Maas.

## Achtergrond
Het is de derde en tevens laatste film over de familie Flodder. De film is echter geen vervolg op de twee voorgaande films maar op de televisieserie. De film werd gelijk na het derde seizoen van de serie opgenomen. Op 27 maart 1995 werden de scènes in de Rotterdamse haven opgenomen. Andere opnamelocaties voor de film waren naast de filmstudio en backlot in Almere: het gemeentehuis van Wassenaar (trouwerij buiten), Kasteel de Hooge Vuursche (trouwerij binnen), het stadhuis van Rotterdam, het stadhuis van Utrecht (veilinghuis) en het Vliegveld Ypenburg te Rijswijk (Zuid-Holland).
Het verhaal is een samenvoeging van drie bedachte scenario's die oorspronkelijk bedoeld waren voor de losse afleveringen van de serie. 
De film diende als afsluiting van de televisieserie. Uiteindelijk werd in 1997 na verzoek van Veronica nog eens 26 nieuwe afleveringen opgenomen.
In januari 2014 publiceerde Dick Maas op YouTube nooit eerder vertoond materiaal van Coen van Vrijberghe de Coningh waarin Coen zelf verslag deed van het doen en laten op de filmset. Het materiaal was ooit bedoeld als eventuele promotie. Het filmpje van een halfuur werd een grote kijkcijferhit.

## Verhaal
De asociale familie Flodder is al enige tijd woonachtig in Zonnedael en zet hier zijn gebruikelijke levensstijl voort: ma Flodder raakt regelmatig slaags met de buurvrouwen, zoons Johnnie en Kees halen naast de sociale uitkering zwart geld binnen door de kleine crimineel te spelen, dochter Kees gedraagt zich nogal promiscue, de jongste kinderen Toet en Henkie halen vrij extreem kattenkwaad uit, neigend naar vandalisme (en hier vaak de oude opa in betrekkend), de hond Whisky is nog altijd vals en agressief en luidruchtige feesten houden de buren uit hun slaap.
Met het zilveren jubileumfeest voor Zonnedael in zicht is de feestcommissie wanhopiger dan ooit om de Flodders weg te werken. Iedere methode wordt dan ook aangegrepen. Een van de commissieleden laat zijn dochter Mirjam infiltreren bij Sjakie, de ambtenaar die de Flodders begeleidt in hun woonproject. Hierdoor ontdekken ze dat er officieel voorwaarden aan het verblijf van de Flodders zijn opgesteld. Criminele activiteiten en gezinsuitbreiding blijken taboe te zijn. Hierop probeert met name de commissievoorzitter Van Brandwijk van alles te bedenken om hen weg te krijgen. Ma Flodder krijgt ondertussen een relatie met een zwerver en de familie Neuteboom (buren van de Flodders) gaat voor twee weken op vakantie.
Allereerst proberen ze de Flodders van heling of diefstal te beschuldigen door een neef een van hun auto's te laten afleveren en vervolgens de politie te bellen, wat mislukt als zoon Kees in de auto gaat rijden en hem bij het horen van de politiesirenes snel wegzet, voor het huis van de eigenaar, overigens zonder te weten dat het diens auto was.
Een tweede plan is dochter Kees beschuldigen van illegale prostitutie. Een commissielid belt en laat haar door de neef afhalen onder het voorwendsel dat ze een rol mag spelen als hoertje in een seksfilm. De neef zet haar echter af bij de tippelzone, terwijl Van Brandwijk klaar zit met een videocamera. Als dochter Kees een lift probeert te krijgen lijkt het dus net of ze aan het tippelen is. Dit plannetje mislukt echter ook wanneer de liftgever/hoerenloper de boekhouder van de commissie blijkt te zijn, die ze dus beter niet in diskrediet kunnen brengen.
Het derde plan is om de Flodders te pakken op het punt van de gezinsuitbreiding. De feestcommissie spoort een van de vaders van de familie op (uit dialoog blijkt dat hij vermoedelijk de vader van dochter Kees is) en belooft hem te helpen met zijn criminele verleden als hij met een smoes bij de Flodders intrekt. De smoes is dat hij een grote erfenis opgespaard heeft, waarop Johnnie de terugkeer van zijn stiefvader plotseling wel ziet zitten. Ma gooit de man echter de deur uit omdat ze hem nooit meer wilde zien en kondigt haar verloving aan met de zwerver. Voor Van Brandwijk geluk bij een ongeluk.
Sjakie, die achter Mirjams ware doelstellingen komt, ontdekt vlak voor het huwelijk het verbod op gezinsuitbreiding en probeert het huwelijk te stoppen. Zonder resultaat, want ma wil alsnog trouwen. Maar dit gaat op het laatste moment niet door wanneer de man al kinderen blijkt te hebben die hun bezwaren kenbaar komen maken. Bovendien is hij geen zwerver maar een miljonair (uit de dialoog kan men opmaken dat hij mogelijk zelfs miljardair is: tijdens de bruiloft heeft hij het over "miljardendeals"). Ma Flodder voelt zich bedrogen door haar aanstaande en geeft hem ter plekke de bons.
Helaas heeft Sjakie in de commotie vergeten om de huurbetaling op tijd te regelen en dreigen de Flodders hun huis uitgezet te worden. Ze trommelen al hun vrienden op en er breekt een groot gevecht uit tussen de Flodders en hun vrienden enerzijds en de politie, mobiele eenheid en de buurtbewoners anderzijds. Sjakie weet het gevecht echter te beëindigen met het bericht dat de Flodders hun huis pas uit moeten als het huis verkocht is. Bovendien heeft hij subsidie geregeld om namens de gemeente voor het huis te bieden.
Als het huis per opbod verkocht wordt, proberen Van Brandwijk en Sjakie beide steeds hoger te bieden, tot grote ergernis van de andere commissieleden die de obsessie van Van Brandwijk met het verjagen van de Flodders inmiddels beu zijn. Net wanneer het erop lijkt dat Van Brandwijk het huis van de Flodders in bezit krijgt, wordt het huis op het allerlaatste moment gekocht door de secretaris van ma's ex-verloofde, die het vervolgens aan de Flodders schenkt. Hierdoor kunnen ze op geen enkele legale wijze meer worden uitgezet. Ondertussen begint Van Brandwijk langzaam zijn zelfbeheersing te verliezen.
Terwijl de Flodders en hun vrienden die avond feestvieren (inclusief Sjakie, die een relatie met Mirjam heeft gekregen), wordt Van Brandwijk uit de commissie gezet. Hierop slaat Van Brandwijk door en gaat hij uiteindelijk over op drastische maatregelen: hij steelt een tankwagen met benzine en laat deze onbemand recht op het huis van de Flodders afrijden. Terwijl de tankwagen recht op het huis van de Flodders afrijdt, wordt de tank door een speer doorboord, waardoor deze benzine begint te lekken. Door een botsing tegen opa's rolstoel (waar opa, die toch bleek te kunnen lopen, net op tijd uit opstaat) wijkt de tankwagen af en raakt het huis van de familie Neuteboom, die op dat moment net terugkomt van vakantie. Een kettingreactie van gebeurtenissen zorgt er vervolgens voor dat heel Zonnedael afbrandt: allereerst vat het gelekte spoor van benzine vlam, waardoor er brand ontstaat die zich steeds verder door de wijk verspreidt (mede door alle versieringen van huis naar huis). Vervolgens staat de caravan van de familie Neuteboom in brand, die een spoor van vernieling achter zich laat. Ten slotte laat de caravan los van hun auto en rijdt vervolgens recht in op de garage van het huis van Van Brandwijk. In zijn garage bevindt zich vuurwerk dat bedoeld was ter gelegenheid van het vieren van het zilveren jubileumfeest. Het vuurwerk wordt aangestoken en vliegt alle kanten op. Als alle branden zijn gedoofd, blijkt dat alleen het huis van de Flodders, dat vrij van versieringen was, nog intact is. Nu Van Brandwijk, de familie Neuteboom en alle andere inwoners van Zonnedael verhuisd zijn, blijkt ma Flodder, ondanks hun ruzie met de buren, hen toch te missen als ze op het laatst zegt: Ach weet je, het blijven toch je buren hè?

## Rolverdeling
| Acteur                                                         | Personage                                      |
| -------------------------------------------------------------- | ---------------------------------------------- |
| Nelly Frijda                                                   | Geertruida 'Ma' Flodder                        |
| Coen van Vrijberghe de Coningh                                 | Johnnie Flodder                                |
| Stefan de Walle                                                | Zoon Kees Flodder                              |
| Tatjana Šimić                                                  | Dochter Kees Flodder                           |
| Sander Swart                                                   | Henkie Flodder                                 |
| Scarlett Heuer                                                 | Toet Flodder                                   |
| Herman Passchier                                               | Opa Flodder                                    |
| Lou Landré                                                     | Jacques van Kooten 'Sjakie'                    |
| Lettie Oosthoek                                                | Buurvrouw Tilly Neuteboom                      |
| Bert André                                                     | Buurman Ed Neuteboom                           |
| Gees Linnebank                                                 | Robert / Robbie (zwerver, eigenlijk miljonair) |
| Erik de Vogel                                                  | Daniël, zoon van verloofde ('zwerver')         |
| Caya de Groot                                                  | Mirjam de Graaff                               |
| Alfred van den Heuvel                                          | Ruud van Brandwijk                             |
| Marloes van den Heuvel                                         | Liesbeth Vonk                                  |
| Hugo Metsers                                                   | Vader van dochter Kees                         |
| François Beukelaers (nagesynchroniseerd door Arnold Gelderman) | Reinoud de Graaff                              |
| Wil van der Meer                                               | Mr. van As                                     |
| Rik Hoogendoorn                                                | Opzichter havenloods                           |
| René van Zinnicq Bergmann                                      | Nare neef                                      |
| Trudy de Jong                                                  | Mevrouw Van Brandwijk                          |
| Marjolein Keuning                                              | Cosmetica dame                                 |
| Wim van den Heuvel                                             | Opgelaten commissielid                         |
| Petra van Hartskamp                                            | Ontruimende politieagente                      |
| Edmond Classen                                                 | Wethouder                                      |
| Rob van de Meeberg                                             | Theo Ruyter                                    |
| Laus Steenbeeke                                                | Hennie                                         |
| Miguel Stigter                                                 | Kareltje                                       |
| Karin Meerman                                                  | Gastvrouw                                      |
| Freark Smink                                                   | Achterdochtige politieagent                    |
| Joep Onderdelinden                                             | Politieagent                                   |
| Peer Mascini                                                   | Ambtenaar van de burgerlijke stand             |
| Kees Coolen                                                    | Veilingmeester                                 |
| Hans Leendertse                                                | Rustig commissielid                            |
| Hans van Hechten                                               | Van Putten                                     |
| Hanneke Riemer                                                 | Buurvrouwen                                    |
| Lucie de Lange                                                 |                                                |
| Paula Majoor                                                   |                                                |
| Serge-Henri Valcke                                             | Hendrik                                        |
| Bart den Ouden                                                 | Tennisjongen                                   |
| Erik Arens                                                     | Tennisjongen                                   |
| Frank Schaafsma                                                | Pizzabezorger                                  |

## Muziek
De originele filmmuziek werd gecomponeerd door Dick Maas. Het soundtrackalbum van de film is nog nooit uitgebracht. De soundtrack is gemasterd van de originele mixbanden. Later is de muziek ook te downloaden via iTunes.

### Nummers
| Nr. | Titel                   | Artiest(en)             | Duur |
| --- | ----------------------- | ----------------------- | ---- |
| 1   | Welkom in Zonnedael     | Dick Maas               | 3:06 |
| 2   | Controle                | Dick Maas               | 1:31 |
| 3   | Rustige Weg             | Dick Maas               | 2:54 |
| 4   | Zonnedael wordt Wakker  | Dick Maas               | 0:51 |
| 5   | Gratis Monsters         | Dick Maas               | 0:33 |
| 6   | Natte Meisjes           | Dick Maas               | 1:02 |
| 7   | Op en Neer              | Dick Maas               | 1:41 |
| 8   | Op Vakantie             | Dick Maas               | 1:01 |
| 9   | Pannenkoeken            | Dick Maas               | 2:05 |
| 10  | Slecht Plan             | Dick Maas               | 2:16 |
| 11  | Lekker Ritje            | Dick Maas               | 0:18 |
| 12  | Heterdaad               | Dick Maas               | 1:03 |
| 13  | Alle Remmen Los!        | Dick Maas               | 1:24 |
| 14  | Belangrijke Brief       | Dick Maas               | 0:45 |
| 15  | Vader en Dochter        | Dick Maas               | 1:14 |
| 16  | Gezinsuitbreiding       | Dick Maas               | 1:01 |
| 17  | Pluk de Dag             | Dick Maas               | 0:27 |
| 18  | Botsing                 | Dick Maas               | 1:12 |
| 19  | Veel Pech               | Dick Maas               | 1:55 |
| 20  | Oprotten!               | Dick Maas               | 0:35 |
| 21  | Me Rug op!              | Dick Maas               | 2:15 |
| 22  | Het Afscheidscadeau     | Dick Maas               | 3:07 |
| 23  | Doorslaande Stoppen     | Dick Maas               | 1:11 |
| 24  | Rijdende Bom            | Dick Maas               | 1:57 |
| 25  | Lopend Vuurtje          | Dick Maas               | 1:29 |
| 26  | Waar Rook is...         | Dick Maas               | 1:01 |
| 27  | Het Einde van Zonnedael | Dick Maas               | 2:13 |
| 28  | Vlammendans             | Dick Maas               | 0:56 |
| 29  | Eindtitels              | Dick Maas & Peter Schön | 6:05 |

## Trivia
- Op een gegeven moment wordt er in de film een oude film gedraaid van kort na de oplevering van Zonnedael. Daarin is onder meer te zien dat de buren Neuteboom één dochter hebben, die inmiddels niet meer thuis woont. Het gezin Neuteboom is te zien in de tuin voor hun huis.
- In de film is een paternoster in gebruik te zien. Deze lift bevindt zich in het voormalig hoofdpostkantoor in Rotterdam.
- In de film is een korte scène van een voetbalwedstrijd te zien. Het betreft hier de voetbalwedstrijd Ajax-Roda JC, gespeeld op 15 februari 1995 in Stadion De Meer in Amsterdam.